# Bigelow Rock
Koordinaten: 66° 10′ S, 95° 25′ O
Der Bigelow Rock ist eine niedrige und 130 m lange Felsformation mit einigen über den Meeresspiegel hinausragenden Felsvorsprüngen an der Küste des ostantarktischen Königin-Marie-Lands. Sie liegt unmittelbar westlich des Shackleton-Schelfeises und 40 km nordöstlich des Junction Corner.
Kartiert wurde sie anhand von Luftaufnahmen der US-amerikanischen Operation Highjump (1946–1947). Während der US-amerikanischen Operation Windmill (1947–1948) wurde hier eine astronomische Beobachtungsstation errichtet. Das Advisory Committee on Antarctic Names benannte sie nach George H. Bigelow vom United States Marine Corps, Zugmaschinenführer sowohl bei der Operation Highjump als auch bei der Operation Windmill.